# Richard Vollath
Richard Vollath (* 2. März 1959) ist ein ehemaliger deutscher Fußballspieler. Er bestritt in den 1980er Jahren insgesamt 17 Spiele in der 1. und 2. Fußball-Bundesliga.

## Werdegang
Vollath begann beim TuS Dachelhofen mit dem Fußball. 1981 kam er vom VfL Frohnlach zum 1. FC Nürnberg in die Fußball-Bundesliga. Seinen einzigen Einsatz für die „Glubberer“ hatte er am 34. Spieltag der Saison 1981/82 beim 1:0-Sieg über Borussia Dortmund. Im Sommer 1982 wechselte er für eine Ablöse von 30.000 D-Mark zum FC Augsburg in die 2. Fußball-Bundesliga und bestritt für den Verein 16 Spiele. Sein einziges Tor schoss er am 23. Oktober 1982 beim 2:1-Sieg gegen Alemannia Aachen. Nachdem er mit der Mannschaft nach der Saison 1982/83 absteigen musste, verließ Vollath Augsburg und kehrte zurück in den Amateurfußball in die Bayernliga. So spielte er im Anschluss für die SpVgg Weiden, den SSV Jahn Regensburg oder beim VFL Frohnlach. Mit 27 Jahren beendete er seine aktive Karriere und konzentrierte sich auf seine außerfußballerische Berufslaufbahn. Als Hobby spielte er jedoch weiterhin Fußball. Zudem war er als Trainer aktiv und betreute dabei zuletzt von 2010 bis 2013 den SV Haselbach.
Richard Vollath ist der Vater des Torhüters René Vollath.